# Чрешнєвець-при-Драгатушу
Чрешнєвець-при-Драгатушу (словен. Črešnjevec pri Dragatušu) — поселення в общині Чрномель, Південно-Східна Словенія, Словенія. Висота над рівнем моря: 201,7 м.